# Danubit
Danubit je průmyslová plastická trhavina vyráběná slovenskou společností Istrochem. Dlouhá desetiletí se používala především jako trhavina pro povrchovou i podzemní těžbu nerostných surovin. Lze ji používat i pro trhací práce pod vodou.
Výrobce danubitu, Istrochem, je chemická společnost založená v roce 1847 Alfredem Nobelem v Bratislavě na Slovensku. Výroba výbušnin zanikla, když část podniku v roce 2009 získala česká společnost Explosia, výrobce Semtexu.

## Charakteristika
Jde o trhavinu na bázi glyceroltrinitrátu.
| Vzhled                      | načervenalá plastická hmota |
| Detonační rychlost          | min. 6000 ms−1              |
| Teplota výbuchu             | min. 3130 °C                |
| Citlivost na náraz          | min. 3,5 J (2 kg, 50 %)     |
| Výbušný efekt podle Trauzla | min. 380 cm3                |
| Čas použitelnosti           | 6 měsíců                    |